# Antígon (escriptor)
Antígon（en llatí Antigonus, en grec antic Ἀντίγονος) fou un escriptor grec que va escriure sobre la història d'Itàlia. S'ha suposat que l'Antígon mencionat per Plutarc (Vides paral·leles: Ròmul, 17) és el mateix que l'historiador, però el personatge citat allí és un rei Antígon i no l'historiador.